# Cuộc nổi dậy ở Thất Sơn (1841)
Cuộc nổi dậy ở Thất Sơn (1841) là một cuộc khởi binh (không rõ ai là thủ lĩnh) chống lại nhà Nguyễn thời vua Thiệu Trị, xảy ra trên địa bàn vùng Thất Sơn (nay thuộc An Giang, Việt Nam), khởi phát từ khoảng tháng 10 (âm lịch) năm Tân Sửu (1841) đến khoảng tháng 5 (âm lịch) năm sau (1842) thì bị đánh tan.

## Bất ổn ởNam Bộ(1841-1842)
Nguyên từ cuối đời vua Minh Mạng, đất Nam Bộ và đất Chân Lạp (nay là vương quốc Campuchia) đã có loạn lạc, các tướng nhà Nguyễn là Trương Minh Giảng, Nguyễn Tiến Lâm, Lê Văn Đức, Nguyễn Công Trứ,...cứ phải đem quân đi tiễu trừ mãi, đánh được chỗ này thì chỗ kia nổi lên.
Tháng 3 năm 1841, Lâm Sâm cùng với nhiều sư sãi nổi dậy ở Lạc Phú (Trà Vinh), Sơn Tốt và Trần Lâm nổi dậy ở Ba Xuyên (Sóc Trăng); ở Chân Lạp thì những người bản xứ cùng với quân Xiêm La kéo đến đánh phá quan quân người Việt đang đồn trú ở đó. Quân Việt chống không nổi, triều đình Huế lấy việc ấy làm lo phiền.
Thiệu Trị nguyên niên (1841), đại thần Tạ Quang Cự tâu xin bỏ đất Chân Lạp, rút quân về giữ An Giang. Nhà vua nghe theo lời ấy, xuống chiếu truyền cho tướng Trương Minh Giảng rút quân về nước, nhưng ông mới về tới An Giang thì mất .

## Địa bàn nổi dậy
Thất Sơn (tức Bảy Núi), giáp biên giới với vương quốc Campuchia, gồm bảy ngọn núi không liên tục, đột khởi trên đồng bằng miền Tây Nam Bộ, thuộc hai huyện Tri Tôn, Tịnh Biên, tỉnh An Giang. Vùng này khi xưa thuộc Chân Lạp, rồi trong một cuộc tranh giành quyền lực, Nặc Tôn được chúa Nguyễn giúp đỡ đã trở lại ngôi vua. Để tạ ơn, Nặc Tôn hiến đất Tầm Phong Long, trong đó có Bảy Núi, vào năm 1757 .
Lúc bấy giờ, theo nhà văn Sơn Nam, thì:
Vùng biên giới này bắt đầu xáo trộn khi vào năm 1838, tên Gi (làm chức An phủ cho triều Nguyễn) cấu kết với người Xiêm. Năm sau, viên Quản cơ người Miên (Khmer) ở An Giang là Hàn Biện cùng đồng bọn làm phản rồi bỏ đi...Năm 1840, tình hình thêm bi đát: Người Miên ở Tịnh Biên (An Giang) nổi dậy khiến quan Tri phủ bỏ trốn, loạn quân kéo về phía biên giới Hà Tiên đánh đồn Châu Nham (Đá Dựng), quan binh nhiều kẻ bị hại. Tháng 10 năm ấy, quân nổi dậy gồm 2.000 người kéo qua tận Kiên Giang, phá chợ Rạch Giá...(Ngoài ra) vùng Xà Tón (Tri Tôn, An Giang) cũng bị khuấy động...

## Nguyên nhân nổi dậy
Nhân dịp vua Thiệu Trị vừa nối ngôi, các quan quân nhà Nguyễn làm nhiệm vụ bảo hộ bên Trấn Tây thành (Chân Lạp) đang bị người bản xứ chống đối mãnh mẽ (vì áp bức và quan liêu ), và trong nước thì loạn lạc xảy ra ở nhiều nơi; một số cư dân ở vùng núi Thất Sơn, mà phần lớn thuộc tộc người Khmer, đã dựa vào sự hỗ trợ của quân Xiêm và quân Chân Lạp để hình thành một cuộc nổi dậy.
Đề cập đến nhiều cuộc nổi dậy ở Nam Bộ lúc bấy giờ (trong đó có cuộc nổi dậy ở Thất Sơn), nhà văn Sơn Nam đã chỉ ra một số nguyên nhân sau:
Vua Minh Mạng mất, để lại gánh nặng ở phía biên giới Việt-Miên. Loạn lạc đã phát khởi ngay từ khi cuộc chinh phạt của tướng Trương Minh Giảng đang diễn ra tại phía Biển Hồ, tuy rằng về hình thức là dẹp xong nhưng mầm mống còn đó. Người Miên cư ngụ trên lãnh thổ Việt Nam dường như sẵn sàng hưởng ứng, chống đối quan lại địa phương khi ở Cao Miên phong trào lên cao. Quân Xiêm lại khéo phao tin tuyên truyền. Người Cao Miên lúc bấy giờ ở Nam Kỳ lại bực dọc với chính sách "nhứt thị đồng nhơn" của vua Minh Mạng, bắt buộc họ phải lấy tên, lấy họ như người Việt để đồng hóa. Lại còn chủ trương cải cách tổ chức nông thôn cổ truyền của sóc Miên khiến họ mất quyền tự trị..

## Diễn biến

### Khởi đầu
Khoảng tháng 10 (âm lịch) năm Tân Sửu (1841), trong lúc quan quân nhà Nguyễn đang dốc sức đàn áp cuộc nổi dậy ở Lạc Hóa (Trà Vinh ngày nay), ở Ba Xuyên, thì cuộc nổi dậy ở Thất Sơn liền nổ ra.
Khởi đầu, quân nổi dậy không chỉ hoạt động trong vùng rừng núi Thất Sơn, mà còn phân tán thành nhiều toán nhỏ đi quấy rối suốt dọc kênh đào Vĩnh Tế đến tận Tân Châu (bên bờ sông Tiền, nay thuộc An Giang), buộc quân triều đình phải chia ra đối phó. Ngoài ra, lực lượng nổi dậy còn phối hợp chặt chẽ với quân nổi dậy ở Hà Âm của Hà Tiên.

Theo Đại Nam thực lục:
Tân Sửu, Thiệu Trị năm thứ nhất [1841], mùa hạ, tháng 4, ... Man mục là tên Cố lén đến huyện Hà Lâm và Hà Dương lấp ngang dòng sông. Phó cơ ở bảo Tĩnh Biên là Nguyễn Túc, Cai đội là Nguyễn Tiếu Chiêu đi hộ vệ lính trạm đem công văn đến cửa ải Giang Thành, đi đường bộ về đến xứ Trà Nục, giặc nấp ở trên bờ sông đón đánh Túc, Chiêu và binh dõng hơn 70 người đều bị chết trận. Tỉnh thần gửi thư sang Ba Xuyên cầu cứu. Nguyễn Tri Phương ủy cho Nguyễn Lương Nhàn ở lại quân thứ, tự đem hơn 1.000 biền binh đến ngay sông Vĩnh Tế, cùng với bọn Đinh Văn Huy và Lương Văn Liễu họp quân lại, khơi thông dòng sông.
Tuần phủ An Giang lúc bấy giờ là Nguyễn Công Trứ nhận được tin, liền cấp báo cho triều đình Huế. Trong sách Đại Nam thực lục có chép lại lời tâu viên quan này như sau, trích: 
Một dải kênh Vĩnh Tế, bên hữu ngạn từ Vĩnh Thông [thuộc Hà Âm] đến Tiên Nông [thuộc Hà Châu Hà Tiên], bên tả ngạn từ Vĩnh Lạc đến Tịnh Biên, bọn thổ phỉ kết đồn trại liên tiếp...mà liệu số quân ta có ít, phòng giữ không đủ...Nếu Thất Sơn chưa dẹp yên được thì vẫn làm ngăn trở cho phía sau kênh Vĩnh Tế, vậy nên một phen hết sức tiễu trừ để tuyệt hết mối lo về sau...

### Trận Tượng Sơn
Được tin, vua Thiệu Trị liền sai tướng Lê Văn Đức vào hiệp cùng quyền Tổng đốc An Hà Phạm Văn Điển đem quân đi trấn áp. Sau khi thăm dò khả năng của đối phương, tướng Lê Văn Đức đã yêu cầu tướng Nguyễn Văn Chương mang quân đến trợ giúp. Nhận lời, tướng Tri Phương (lúc này vẫn còn mang tên là Nguyễn Văn Chương) cử ngay Nguyễn Lương Nhàn đem quân đi đường bộ, còn tự mình dẫn một cánh quân khác theo dòng kênh Vĩnh Tế vào thẳng căn cứ chính của quân nổi dậy ở Tượng Sơn (tức núi Tượng, một trong Bảy Núi).
Sau đó, vua Thiệu Trị cũng cho triệt bỏ các đồn bảo ở phủ Quảng Biên và Khai Biên.
Trong khoảng thời gian này (tháng Giêng năm Nhâm Dần [1842]), 75 chiến thuyền quân Xiêm đến đánh vào đảo Phú Quốc, một cánh quân Xiêm khác lại đến giúp quân Miên (Khmer) quấy rối bờ biển Hà Tiên. Khoảng tháng 2 năm ấy, quân Xiêm tràn vào Hà Tiên rồi tiến đến chiếm trọn vùng kênh Vĩnh Tế và vùng núi Cô Tô. Trước nguy cơ "thù trong giặc ngoài", vua Thiệu Trị cho quân chủ lực từ Huế cùng với lính thú từ Quảng Ngãi, Quảng Nam kéo vào tăng cường.
Đầu mùa hạ năm 1842, sợ quân nổi dậy ở Thất Sơn càng gắn kết với quân ngoại xâm thì tình hình càng thêm bất lợi, các viên tướng có nhiệm vụ bèn bàn nhau chia quân ra làm nhiều mũi cùng đánh ập các đồn trại của quân nổi dậy ở Tượng Sơn. Không chống đỡ nổi, quân nổi dậy chạy hết về núi Tà Béc, núi Cô Tô…rồi dựa vào chỗ hiểm để cố thủ.
Trên đường truy đuổi, tháng 4 (âm lịch) tướng Phạm Văn Điển mất vì bệnh, các đạo quân triều liền được lệnh tạm rời khỏi khu vực Thất Sơn và Vĩnh Tế để chuẩn bị cho một kế hoạch mới.

### Trận Xà Tón
Tháng 5 (âm lịch) năm 1842, tướng Lê Văn Đức mở cuộc tấn công lần thứ hai. Lần này, ngoài lực lượng mà mình đã có, tướng Đức còn yêu cầu các cánh quân ở Hà Tiên kéo lên phối hợp, hòng tiêu diệt đối phương bằng một trận chớp nhoáng. Cả thảy gồm khoảng 5.000 quân, được chia thành 5 đạo, cùng tiến vào Xà Tón (tức Tri Tôn) bằng nhiều hướng.
Gần đến nơi, thì cánh tiền quân do tướng Tôn Thất Thường chỉ huy lọt vào trận mai phục. Từ các chỗ ẩn nấp, quân nổi dậy đồng loạt xông ra đáng giáp lá cà, vừa đánh vừa dụ quân triều về phía đầm lầy...Trước nguy cơ vỡ đội hình, tướng Thường đành liều mạng thúc quân xông tới, liền bị đối phương đâm trọng thương. Còn binh lính thì bị tấn công tới tấp, khiến xô cả vào trong đầm.
Kết cuộc, khoảng 600 biền binh đều tan tác. Số quan quân bị thương và chết hơn 40 người (trong số đó có một viên Suất đội bị chém chết tại trận), bỏ mất 8 cỗ súng quá sơn và súng tay cùng nhiều đạn dược. Các đạo quân đi sau, gặp quân lính đang tháo chạy về, cũng hoảng loạn theo...

### Kết thúc
Tuy bị thiệt hại, nhưng lực lượng quân triều vẫn còn đủ sức dẹp yên. Đợt tấn công đầu tiên của quân Xiêm đã bị chận lại ở khắp các mặt trận...Sách Bản Triều Bạn Nghịch Liệt Truyện của Giá Sơn Kiều Oánh Mậu (biên soạn năm 1901), có chép lại sự kiện này như sau: 
Phi Nhã Chất Tri đem quân Xiêm đến dựng đồn lũy ở bờ kênh Vĩnh Tế. Quan quân ta bèn chia ra nhiều cánh, đi tiễu trừ, giết và làm bị thương rất đông...Bọn giặc (do gián điệp Xiêm tổ chức) ở núi Tượng và núi Cấm nghe tin, bèn chạy trốn...
Sách Việt Nam sử lược, kể chi tiết:
Khi quân của Nguyễn Tiến Lâm và Nguyễn Công Trứ dẹp xong bọn Lâm Sâm ở Nam Kỳ, thì quân Xiêm La lại đem binh thuyền sang cùng với quân giặc (chỉ quân nổi dậy ở Thất Sơn) để đánh phá. Vua Thiệu Trị bèn sai Lê Văn Đức làm Tổng thống đem binh tướng đi tiễu trừ. Sai Nguyễn Tri Phương và Nguyễn Công Nhàn giữ mặt Vĩnh Tế, Phạm Văn Điển và Nguyễn Văn Nhân giữ mặt Hậu Giang. Ba mặt cùng tiến binh lên đánh, quân Xiêm và quân giặc thua to, phải rút về giữ Trấn Tây thành (Chân Lạp). Quan quân đuổi được quân Xiêm La ra ngoài bờ cõi rồi, đặt quân giữ các nơi hiểm yếu để đợi ngày tiến tiễu...
Riêng ở mặt trận Xà Tón, tuy cánh tiền quân đã bị đẩy lui như đã kể trên, nhưng sau khi chấn chỉnh lại đội ngũ, lực lượng quân triều cũng đã đánh tan được quân Xiêm cùng quân nổi dậy ở địa phương, tái chiếm lại được vùng đất Cô Tô, Tà Béc vào khoảng tháng 6 năm 1842. Quốc Triều Chính Biên chép: 
Tổng thống Lê Văn Đức kéo quân đến Xà Tón...đem súng lớn bắn phá đồn lũy giặc, giặc chạy tan. Rồi Nguyễn Tiến Lâm, Nguyễn Tri Phương cũng tới quân thứ cùng nhau tấn binh tới núi Cô Tô, giặc sợ trốn. Một số ra đầu thú gồm người Tàu và người Xiêm có tới số ngàn...
Liền sau đó, Nguyễn Công Trứ lãnh trách nhiệm thành lập ấp, khuyến khích dân địa phương trở lại canh tác bình thường, nhưng kết quả không khả quan. Quân Xiêm cứ âm mưu trở lại. Theo sử gia Trần Trọng Kim, thì mãi cho đến tháng Hai năm Đinh Mùi (1847), khi triều đình phong cho Nặc Ông Đôn làm vua Chân Lạp, lại xuống chiếu truyền cho quân thứ ở Trấn Tây rút về An Giang. Từ đó việc ở phía Nam mới được yên .

## Sách tham khảo
- Quốc sử quán (triều Nguyễn), Đại Nam thực lục (Tiền biên và Chính biên). Nhà xuất bản Sử học và Nhà xuất bản KHXH, Hà Nội, 1962-1972.
- Trần Trọng Kim, Việt Nam sử lược. Nhà xuất bản Tân Việt, Sài Gòn, 1968.
- Sơn Nam, Lịch sử khẩn hoang miền Nam . Nhà xuất bản Văn nghệ Thành phố Hồ Chí Minh, 1994.
- Sơn Nam, Lịch sử An Giang. Nhà xuất bản Tổng hợp An Giang, 1987.
- Phạm Văn Sơn, Việt sử tân biên (Quyển 5). Tủ sách sử học Việt Nam, Sài Gòn, 1961.
- Nguyễn Phan Quang, Việt Nam thế kỷ 19 (1802-1884). Nhà xuất bản Thành phố Hồ Chí Minh, 2002.
- Trương Hữu Quýnh-Phan Đại Doãn-Nguyễn Cảnh Minh, Đại cương lịch sử Việt Nam (Tập I). Nhà xuất bản Giáo dục, 2007.